# Droit argentin
Le droit argentin est le droit appliqué en Argentine.
Au XIXe siècle, la génération de 37 (es), composée d'intellectuels, cherchait à développer la nation argentine. Juan Bautista Alberdi, membre éminent de cette génération, a préconisé l'adoption d'une structure constitutionnelle inspirée de la Constitution des États-Unis pour attirer les colons. La Constitution de 1853 a établi un gouvernement républicain fédéral avec des pouvoirs divisés entre les branches législative, exécutive et judiciaire.
La structure judiciaire argentine (es) se divise en juridictions fédérales et provinciales. La Cour suprême nationale détient une autorité finale sur les questions constitutionnelles. En 1994, une modification constitutionnelle a introduit le Conseil de la magistrature (es) pour la sélection des juges.
La Constitution de 1853 énumère les droits fondamentaux, notamment le droit au travail, à la propriété, à la liberté religieuse et à l'égalité devant la loi. Des amendements ultérieurs ont étendu les droits liés au travail et accordé une importance particulière aux droits humains, renforcés par une réforme constitutionnelle en 1994 (es).
Le droit privé en Argentine était autrefois régi par le Code civil de 1869, basé sur le Code civil français. En 2015, un nouveau Code civil et commercial (es) unifié a été adopté pour aligner le droit privé sur la réforme constitutionnelle de 1994. Ce changement reflète la « constitutionnalisation du droit privé », intégrant les normes constitutionnelles et des droits humains dans le droit privé. La constitutionnalisation du droit privé consacre une « efficacité directe » et une « efficacité interprétative ». Les droits constitutionnels et les traités internationaux peuvent être invoqués directement, et les tribunaux sont tenus d'interpréter le Code en conformité avec la Constitution et les traités. En outre, le Code de 2015 introduit des dispositions spécifiques sur les droits environnementaux, des droits des consommateurs, des droits des peuples autochtones, des droits des femmes et des droits des enfants.
En ce qui concerne la profession et les études de droit, l'Argentine ne requiert pas d'examen du barreau. Les programmes de droit sont régis par la loi sur l'enseignement supérieur, avec une nouvelle orientation vers l'éducation clinique pratique et la recherche académique.